# Cité de la musique

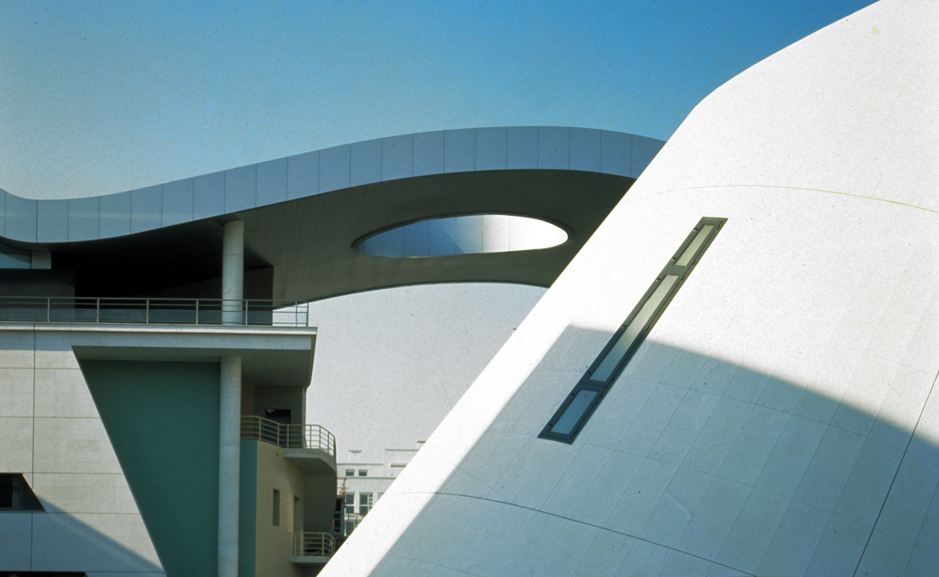
Cité de la musique

Cité de la musique (česky Město hudby) je francouzská veřejnoprávní instituce pod dohledem ministerstva kultury, která zahrnuje několik institucí zabývajících se hudbou. Sídlí v Paříži v 19. obvodu na jihovýchodním okraji parku Villette v moderní budově otevřené 7. prosince 1995, kterou navrhl architekt Christian de Portzamparc. Cité de la musique zahrnuje amfiteátr, koncertní sál pro 800–1500 diváků, muzeum hudby s velkou sbírkou hudebních nástrojů klasické hudby, výstavní prostory a ateliéry. Spravuje rovněž Salle Pleyel v 8. obvodu určený pro symfonické koncerty a po dokončení Philharmonie de Paris v roce 2013 také tuto koncertní síň.

## Činnost
Cité de la musique má za cíl podporovat všechny druhy hudby: klasickou hudbu (v Salle Pleyel), jazz, rap, soul, funk, pop rock, world music nebo elektronickou hudbu. Podílí se proto během roku na pořádání hudebních festivalů (Jazz à la Villette a Festival Days Off). Sídlí zde rovněž Ensemble intercontemporain.
Zdejší knihovna nabízí mnoho zvukových a obrazových záznamů koncertů, které se konaly v Cité de la musique. Od roku 2008 se zde začaly pořizovat audiovizuální záznamy koncertů. Od roku 2010 provozuje internetovou stránku, která obsahuje 100 hodin nahraných koncertů, a kde se uskuteční přímý přenos šedesáti koncertů ročně.
Od roku 1998 Cité de la musique pořádá každý rok jednu nebo dvě tematické výstavy o hudebnících (Jimi Hendrix, Pink Floyd, John Lennon, Serge Gainsbourg, Miles Davis), skladatelích (Richard Wagner, Frédéric Chopin) a okolnostech, které formovaly dějiny hudby (umělecké směry). Tyto výstavy mají vždy souvislost s cyklem konaných koncertů.
Cité de la musique nabízí rovněž velký výběr školení a kurzů pro všechny zájemce od útlého věku.